# Одуд санта-геленський
Одуд санта-геленський (Upupa antaios) — вимерлий вид роду одудів, відомий за залишками тільки одного скелета. Цей вид був ендеміком острова Святої Єлени на півдні Атлантичного океану, був значно більшим за звичайного одуда, та не був здатний літати. Вважається, що вид вимер незабаром після відкриття острова у 1502 році через розповсюдження інтродукованих видів тварин.